# نوپسرها آنتینوری
نوپسرها آنتینوری یک گونه سوسک از خانوادهٔ سوسک‌های شاخک‌دراز است. این گونه توسط توسط پروفسور پر اولوف کریستوفر آوریویلیوس در سال ۱۹۲۶ توصیف و بررسی شد.